# Siboniso Gaxa
Siboniso Pa Gaxa (Durban, Sudáfrica, 6 de abril de 1984) es un exfutbolista sudafricano. Jugó de lateral derecho y su último equipo fue el Ajax Cape Town de la Primera División de Sudáfrica. Además, fue internacional con la selección de fútbol de Sudáfrica.

## Trayectoria
Siboniso Gaxa, que actúa normalmente de lateral derecho, empezó su carrera futbolística en los juveniles del Induna Lotz. Más tarde jugó en el equipo juvenil de la Universidad Metropolitana Nelson Mandela (o Universidad de Port Elizabeth).
En 2002 firma su primer contrato profesional con el Supersport United. En su primera temporada consigue un subcampeonato de Liga. En 2004 gana su primer título, la copa MTN 8. Al año siguiente conquista una Copa de Sudáfrica. En su última temporada (2007-08) se proclama campeón de la Liga.
Después de conseguir el título ficha por el Mamelodi Sundowns Football Club.
Al regresar de la Copa Mundial de Fútbol de 2010 la se abren rumores sobre su salida al fútbol europeo, el 31 de agosto de 2010, fecha de cierre de fichajes, se hace oficial el traspaso al club belga Lierse SK, por una cifra de 600.000 euros.

## Selección nacional
Ha sido internacional con la Selección de fútbol de Sudáfrica en 45 ocasiones. Su debut con la camiseta nacional se produjo el 4 de junio de 2005 en el partido de clasificación para el Mundial 2006 ante Cabo Verde, con victoria sudafricana por 2-1.
Participó en la Copa de Oro de la Concacaf 2005, donde su selección llegó hasta los cuartos de final, jugando tres encuentros. Disputó también un partido en la Copa Africana de Naciones 2006. 
Fue convocado para la Copa FIFA Confederaciones 2009. En este torneo fue titular indiscutible, disputando todos los partidos (5). Además fue incluido en el equipo que disputó la Copa Mundial de Fútbol de 2010.

### Participaciones en Copas del Mundo
| Mundial                        | Sede      | Resultado    | Partidos | Goles |
| ------------------------------ | --------- | ------------ | -------- | ----- |
| Copa Mundial de Fútbol de 2010 | Sudáfrica | Primera fase | 2        | 0     |

### Participaciones en Copas Africanas
| Copa                           | Sede   | Resultado        | Partidos | Goles |
| ------------------------------ | ------ | ---------------- | -------- | ----- |
| Copa Africana de Naciones 2006 | Egipto | Primera fase     | 1        | 0     |
| Copa Africana de Naciones 2013 | Egipto | Cuartos de final | 1        | 0     |

### Participaciones en Copas de Oro
| Copa                            | Sede           | Resultado        | Partidos | Goles |
| ------------------------------- | -------------- | ---------------- | -------- | ----- |
| Copa de Oro de la Concacaf 2005 | Estados Unidos | Cuartos de final | 3        | 0     |

### Participaciones en Copas Confederaciones
| Copa                           | Sede      | Resultado    | Partidos | Goles |
| ------------------------------ | --------- | ------------ | -------- | ----- |
| Copa FIFA Confederaciones 2009 | Sudáfrica | Cuarto lugar | 5        | 0     |

## Clubes
| Club              | País      | Año         |
| ----------------- | --------- | ----------- |
| Supersport United | Sudáfrica | 2002 - 2008 |
| Mamelodi Sundowns | Sudáfrica | 2008 - 2010 |
| Lierse SK         | Bélgica   | 2010 - 2012 |
| Kaizer Chiefs     | Sudáfrica | 2012 - 2016 |
| Wits University   | Sudáfrica | 2016 - 2017 |
| Ajax Cape Town    | Sudáfrica | 2018        |

## Palmarés

### Campeonatos nacionales
| Título                | Club              | País      | Año  |
| --------------------- | ----------------- | --------- | ---- |
| MTN 8                 | Supersport United | Sudáfrica | 2004 |
| Copa de Sudáfrica     | Supersport United | Sudáfrica | 2005 |
| Premier Soccer League | Supersport United | Sudáfrica | 2008 |
| Premier Soccer League | Kaizer Chiefs     | Sudáfrica | 2012 |
| Premier Soccer League | Kaizer Chiefs     | Sudáfrica | 2014 |
| MTN 8                 | Kaizer Chiefs     | Sudáfrica | 2014 |
| Premier Soccer League | Wits University   | Sudáfrica | 2016 |

### Distinciones individuales
| Distinción               | Año  |
| ------------------------ | ---- |
| Gol de la temporada ABSA | 2008 |